# فرودگاه اگاتی
فرودگاه اگاتی (به انگلیسی: Agatti Aerodrome) یک فرودگاه همگانی با کد یاتا AGX است که یک باند فرود آسفالت دارد و طول باند آن ۱۲۹۱ متر است. این فرودگاه در شهر لاکشادویپ کشور هند قرار دارد و در ارتفاع ۴ متری از سطح دریا واقع شده‌است.